# Roman Tkatchouk
Roman Denissovitch Tkatchouk (en russe : Роман Денисович Ткачук), né le 31 août 1932 à Sverdlovsk en Union soviétique et mort le 10 janvier 1994 à Moscou (Russie), est un acteur russe.

## Filmographie partielle
- 1966 : Dans la ville de S (В городе С.) de Iossif Kheifitz
- 1966 : Douchetchka (Душечка) de Sergueï Kolossov
- 1968 : Deux Copains de régiment (Служили два товарища) de Evgueni Karelov
- 1970 : Libération (Освобождение) de Iouri Ozerov
- 1971 : Boumbarache (Бумбараш) de Nikolaï Racheïev et Abram Naroditski
- 1975 : Eto my ne prokhodili (Это мы не проходили) de Ilia Frez
- 1988 : Cœur de chien (Собачье сердце) de Vladimir Bortko
- 1994 : Le Maître et Marguerite (Мастер и Маргарита) de Iouri Kara